# Ciamelida
La ciamelida, en anglès: Cyamelide, és un sòlid blanc amorf amb la fórmula química aproximada de (HNCO)x. És el producte de la polimerització de l'àcid ciànic junt amb el seu trimer l'àcid cianúric. És una substància blanca semblant a la porcellana que és insoluble en l'aigua.